# Hoplia lineata
Hoplia lineata är en skalbaggsart som beskrevs av Moser 1921. Hoplia lineata ingår i släktet Hoplia och familjen Melolonthidae. Inga underarter finns listade i Catalogue of Life.